# PSR B0540-69
PSR_B0540-69, ou PSR J0540-6919 (voir Désignation des pulsars) est un pulsar jeune situé dans le Grand Nuage de Magellan. C'est un des pulsars connus les plus jeunes, arrivant probablement au troisième rang si l'on ne considère que les pulsars ordinaires (hors pulsars X anormaux et sursauteurs gamma mous). Il possède une période de rotation de 50,3 millisecondes et un âge caractéristique d'environ 1650 ans. Il est parfois présenté comme le « frère jumeau » du pulsar du Crabe, du fait du grand nombre de caractéristiques qu'ils partagent.
Ce pulsar a été découvert dans le domaine des rayons X en 1984, puis dans le domaine visible l'année suivante. Ce n'est que neuf ans après sa découverte qu'il a été repéré dans le domaine radio, soit en 1993.
Son indice de freinage a pu être mesuré très précisément à la valeur de 2.140±0.009, ce qui permet d'évaluer son âge à environ 3000 ans, dans l'hypothèse où sa période de rotation initiale était très petite devant sa période actuelle.
Le pulsar est situé au centre d'un rémanent de supernova jeune, lui-même situé au sein d'une structure plus vaste, probablement le rémanent complet, SNR 0540-693 (dont la partie centrale, plus brillante, est la plus énergisée par le pulsar) ou un autre rémanent, plus âgé. Les deux structures ont une extension respectivement estimée à 1,3 et 17,5 parsecs, toutes deux compatibles avec un âge relativement jeune, de l'ordre de quelques milliers d'années (par comparaison, la taille physique de la nébuleuse du Crabe est d'environ 3,5 pc × 2,3 pc).